# Притулок в долині річки Свіча
Прит́улок в долині р. Свіч́а ― неіснуючий нині гірський притулок, збудований в 1932 в долині р. Свіча. Збудував львівський осередок Польського татранського товариства (РТТ) за проєктом інженера Тадеуша Солецького. Вартість будівництва ― 30 000 злотих. Відкриття притулку відбулося 16 жовтня 1932 р. У притулку було 21 ліжкомісце, максимальна місткість ― 34 особи. Будинок було зруйновано під час ДСВ. Тепер[коли?] наявні руїни у вигляді фундаменту.
Після відкриття були наявні лише 17 ліжкомісць, згодом їх збільшили. На першому поверсі було фоє, їдальня, кухня та багатомісна спальня. На другому поверсі: фоє, 3 невеликі спальні та 4 мансардові. В другій половині 1930-х рр. запроваджено поштові послуги та збудовано гараж. Притулок був популярним через доступність, в тому числі зручним під'їздом автотранспорту, а також через пролягання поруч Головного Карпатського шляху (зараз ― СКТШ) та давньої кляузи. Працював цілорічно, лише за 1937 р. було надано послуг з ночівлі 520 особам.

## Руїни (станом на 2007 рік)

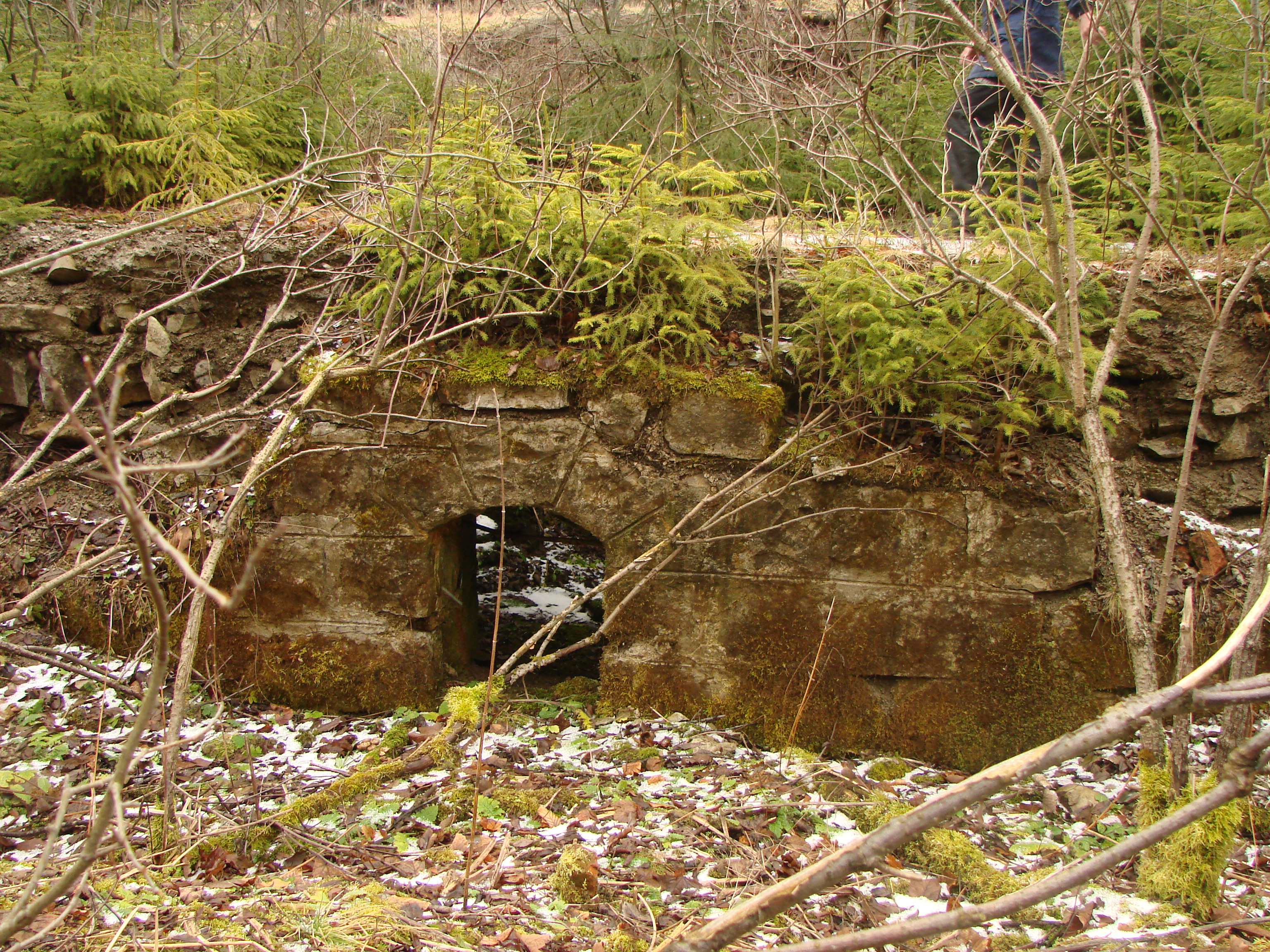
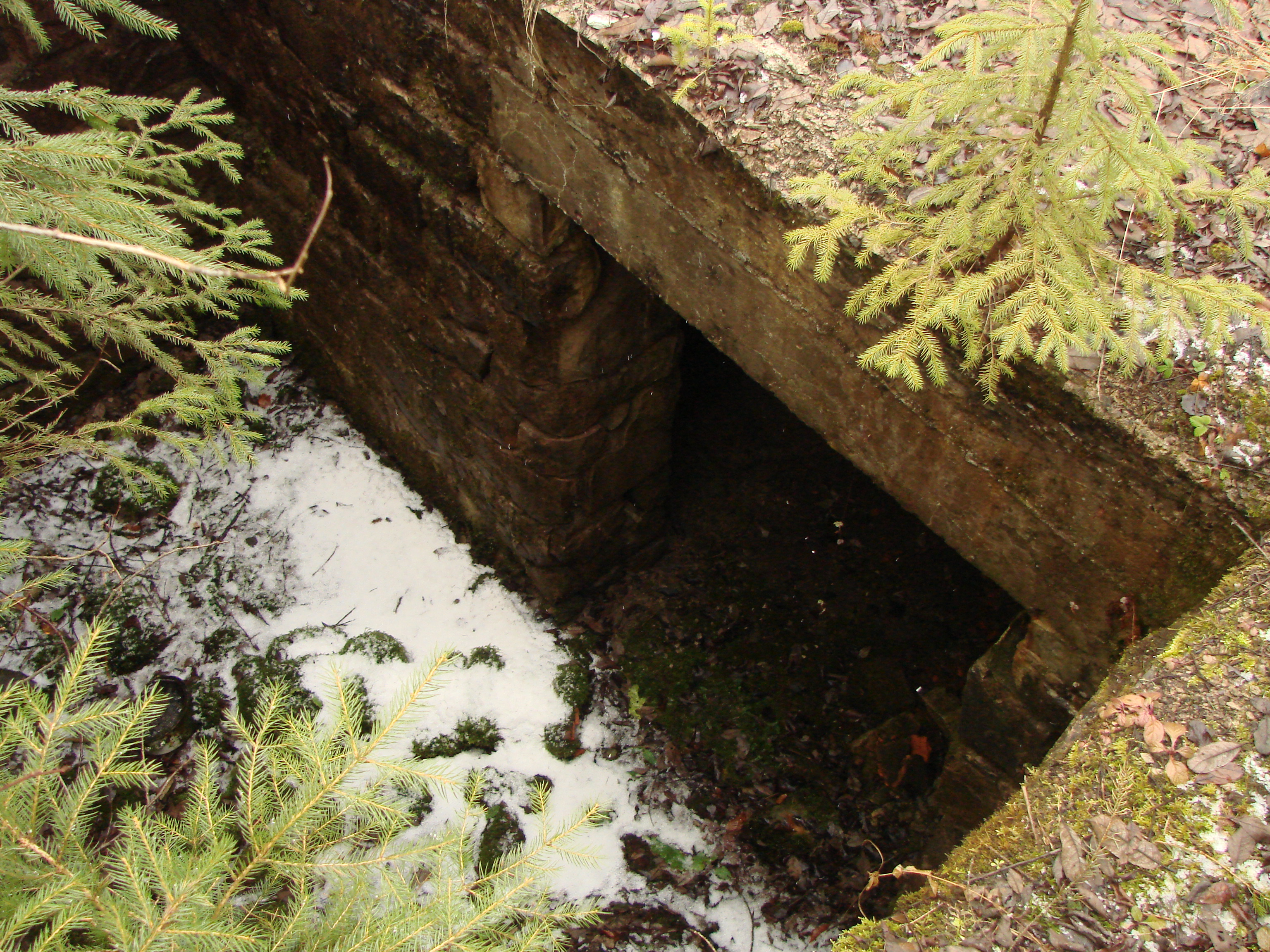
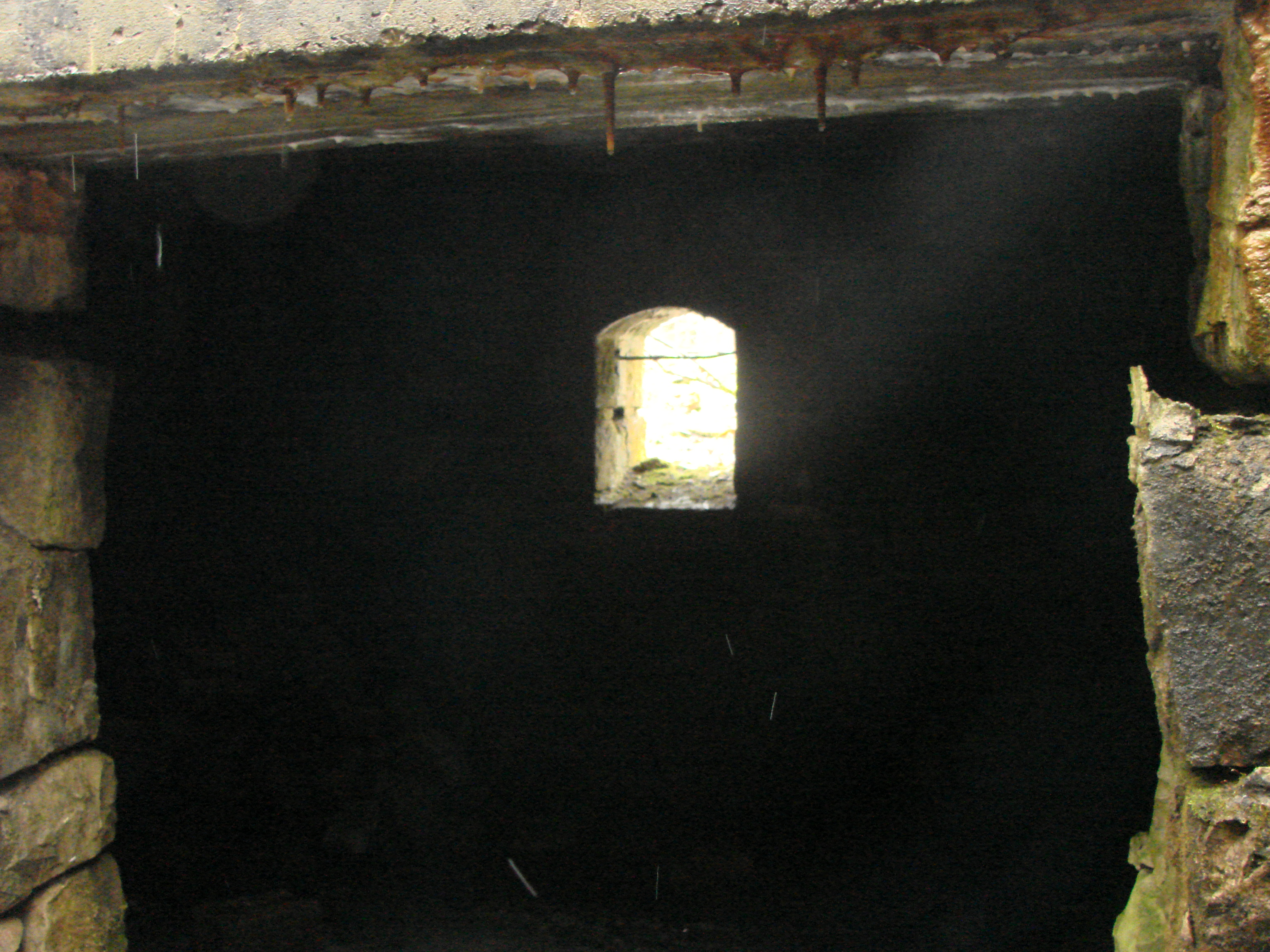
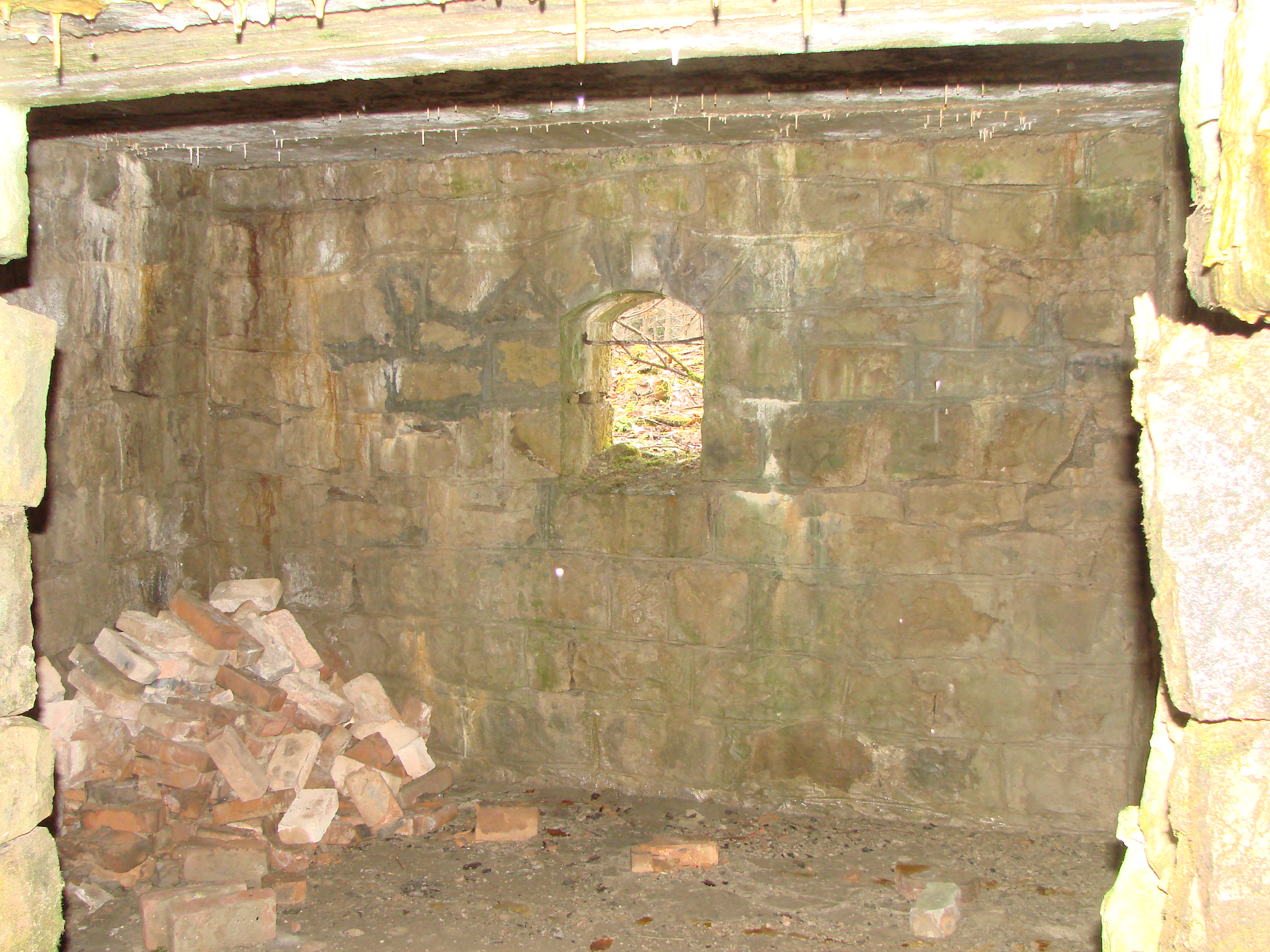
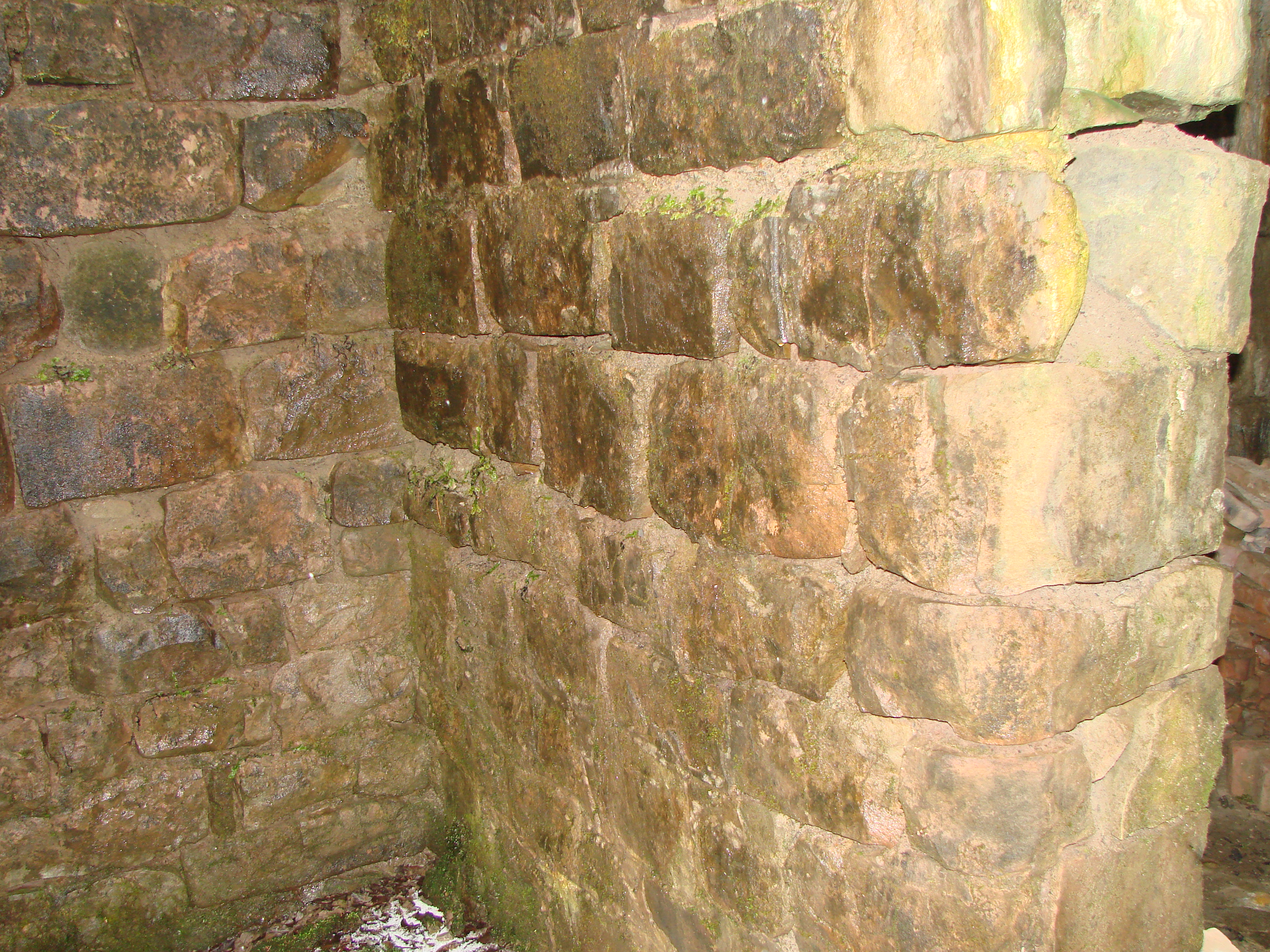
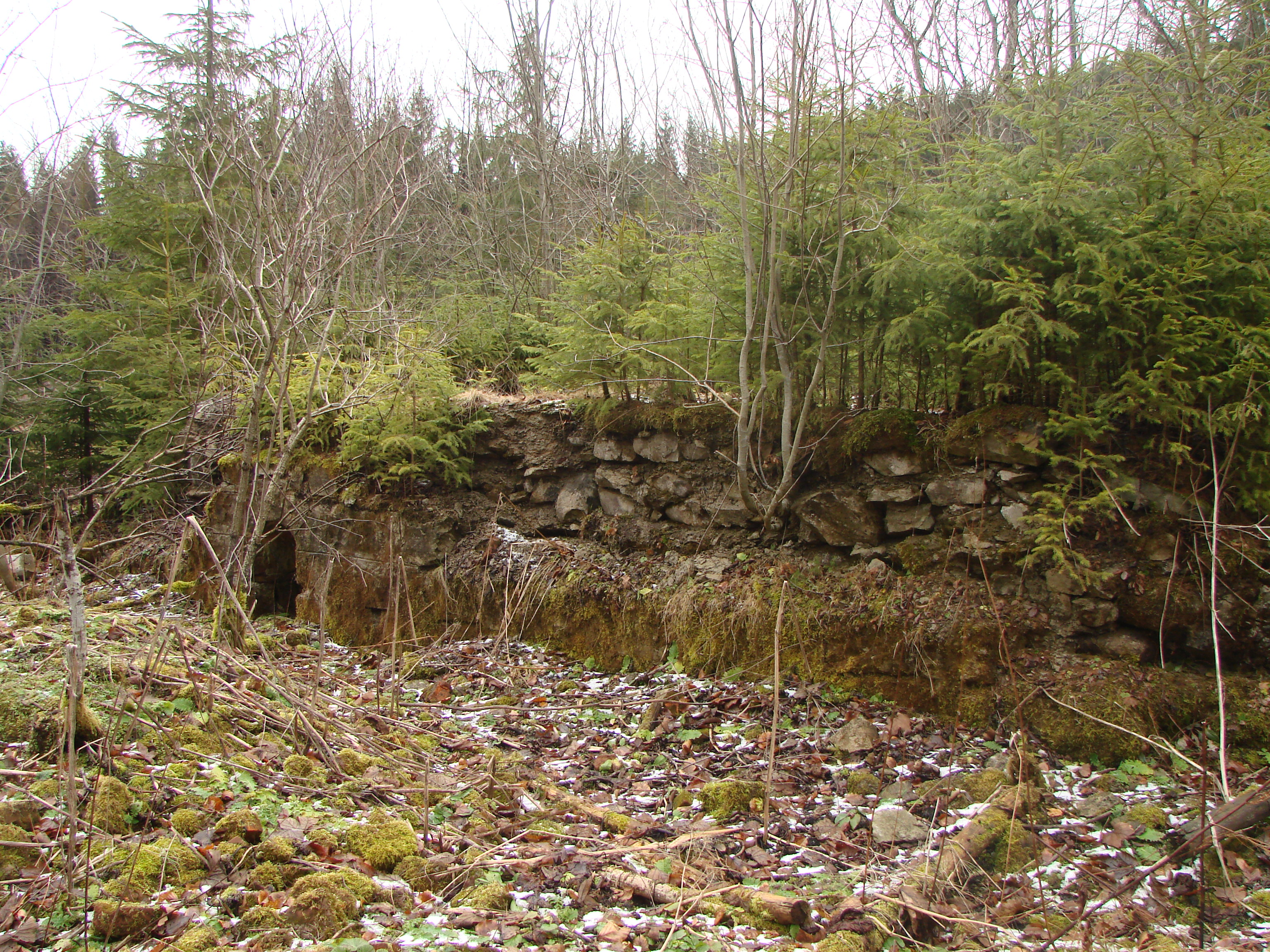